# Олександрівська сільська рада (Доманівський район)
Олекса́ндрівська сільська́ ра́да — колишній орган місцевого самоврядування в Доманівському районі Миколаївської області. Адміністративний центр — село Олександрівка.

## Загальні відомості
- Олександрівська сільська рада утворена в 1833 році.
- Територія ради: 71,747 км²
- Населення ради: 569 осіб (станом на 2001 рік)
- Територією ради протікає річка Чичиклея.

## Населені пункти
Сільській раді підпорядковані населені пункти:
- с. Олександрівка
- с. Грибоносове
- с. Івано-Федорівка

## Склад ради
Рада складається з 12 депутатів та голови.
- Голова ради: Топузанов Сергій Олександрович

### Керівний склад попередніх скликань
| Прізвище, ім'я, по батькові    | Основні відомості                                                                     | Дата обрання | Дата звільнення |
| ------------------------------ | ------------------------------------------------------------------------------------- | ------------ | --------------- |
| Топузанов Сергій Олександрович | Сільський голова, 1970 року народження, член Всеукраїнського об'єднання «Батьківщина» | 26.03.2006   | 31.10.2010      |
| Топузанов Сергій Олександрович | Сільський голова, 1970 року народження, член Всеукраїнського об'єднання «Батьківщина» | 02.11.2010   |                 |

Примітка: таблиця складена за даними сайту Верховної Ради України